# Chōzubachi

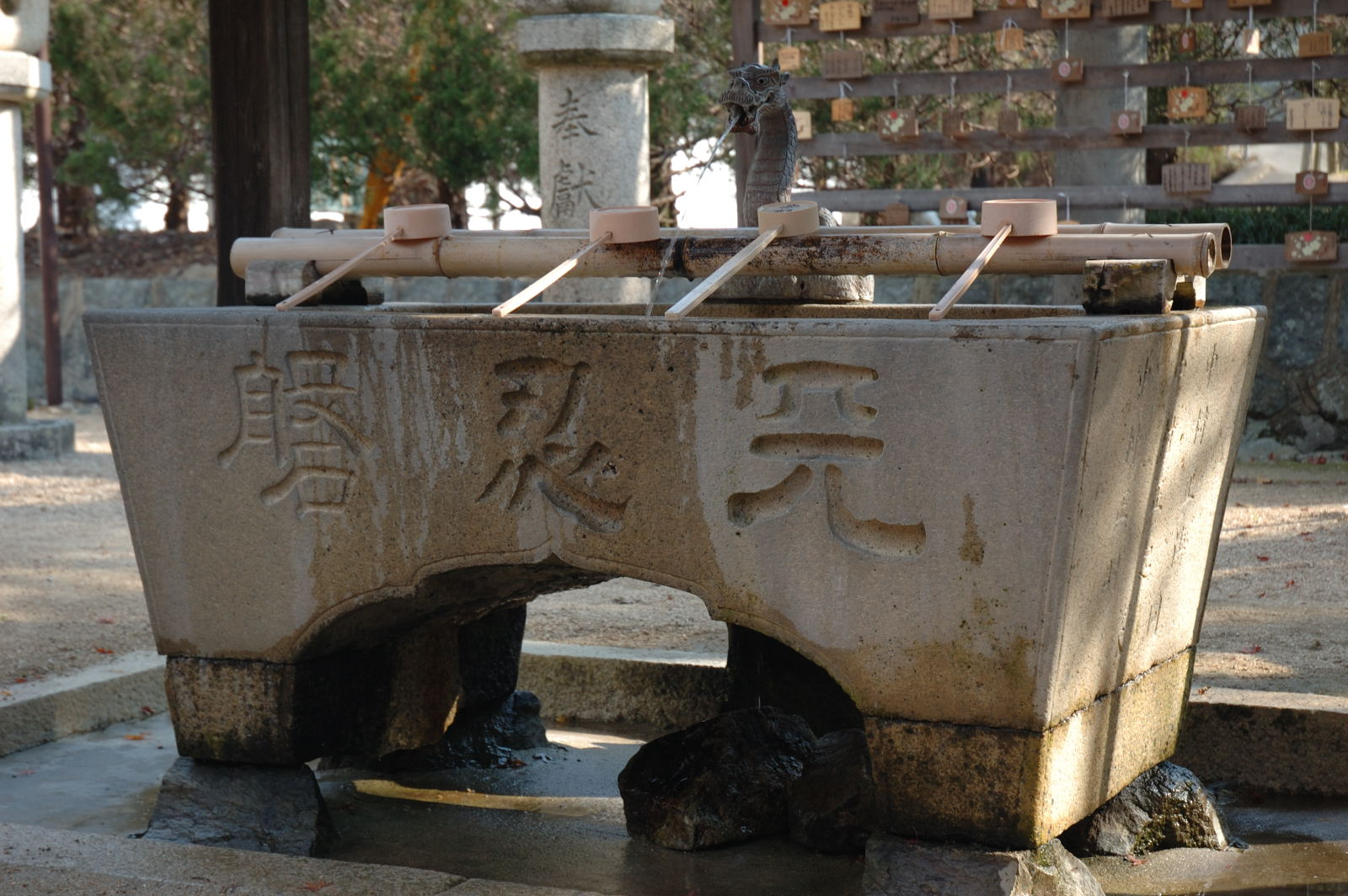
Chōzubachi

Chōzubachi (手水鉢) é um recipiente concebido originalmente para disponibilizar água aos fiéis para enxaguar a boca e limpar o corpo antes da adoração aos deuses ou budas. A partir do chōzubachi derivou o conhecido tsukubai (つくばい) que veio a fazer parte das instalações correspondentes às casas das cerimónias do chá.

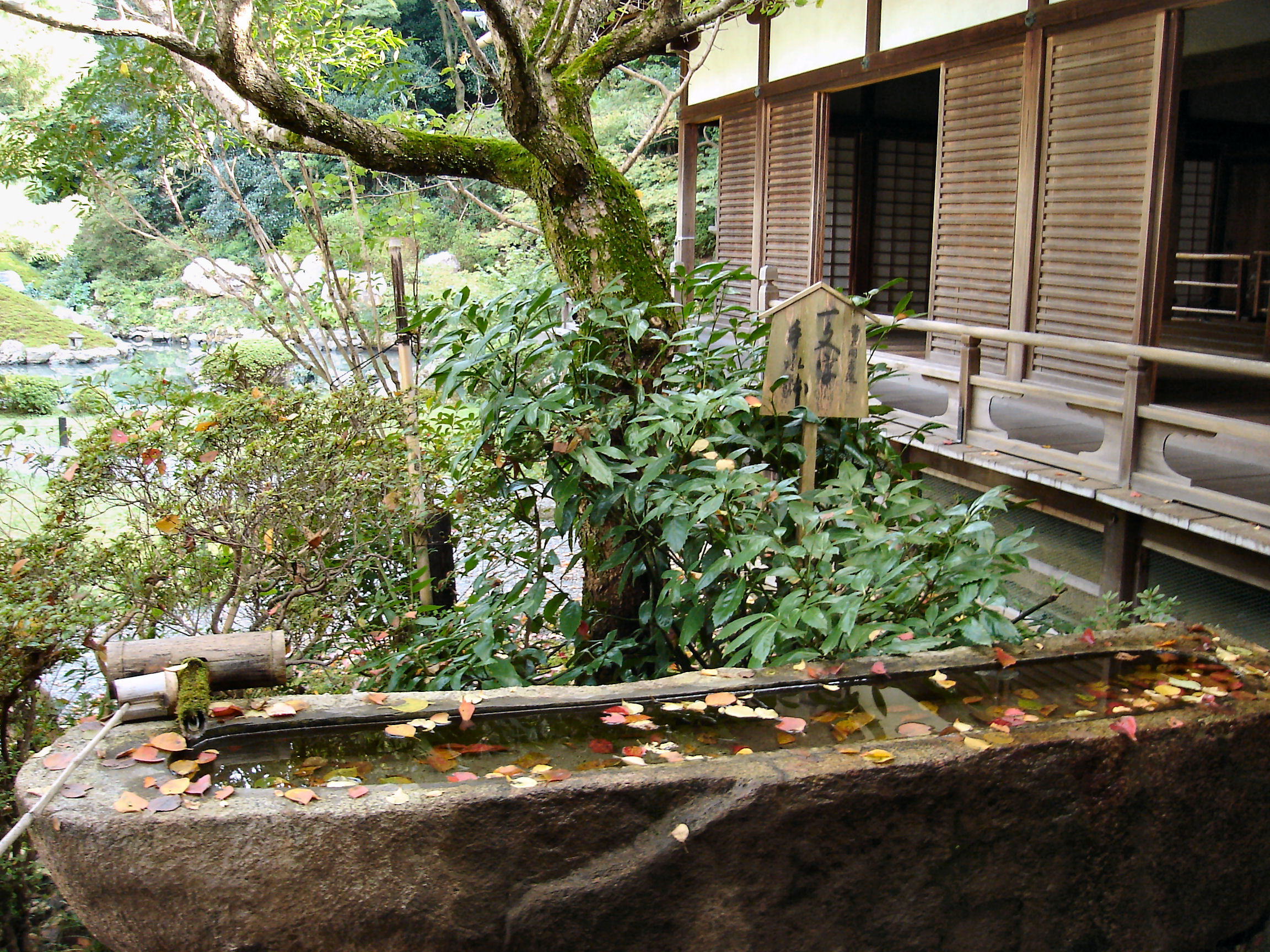
Chōzubachi
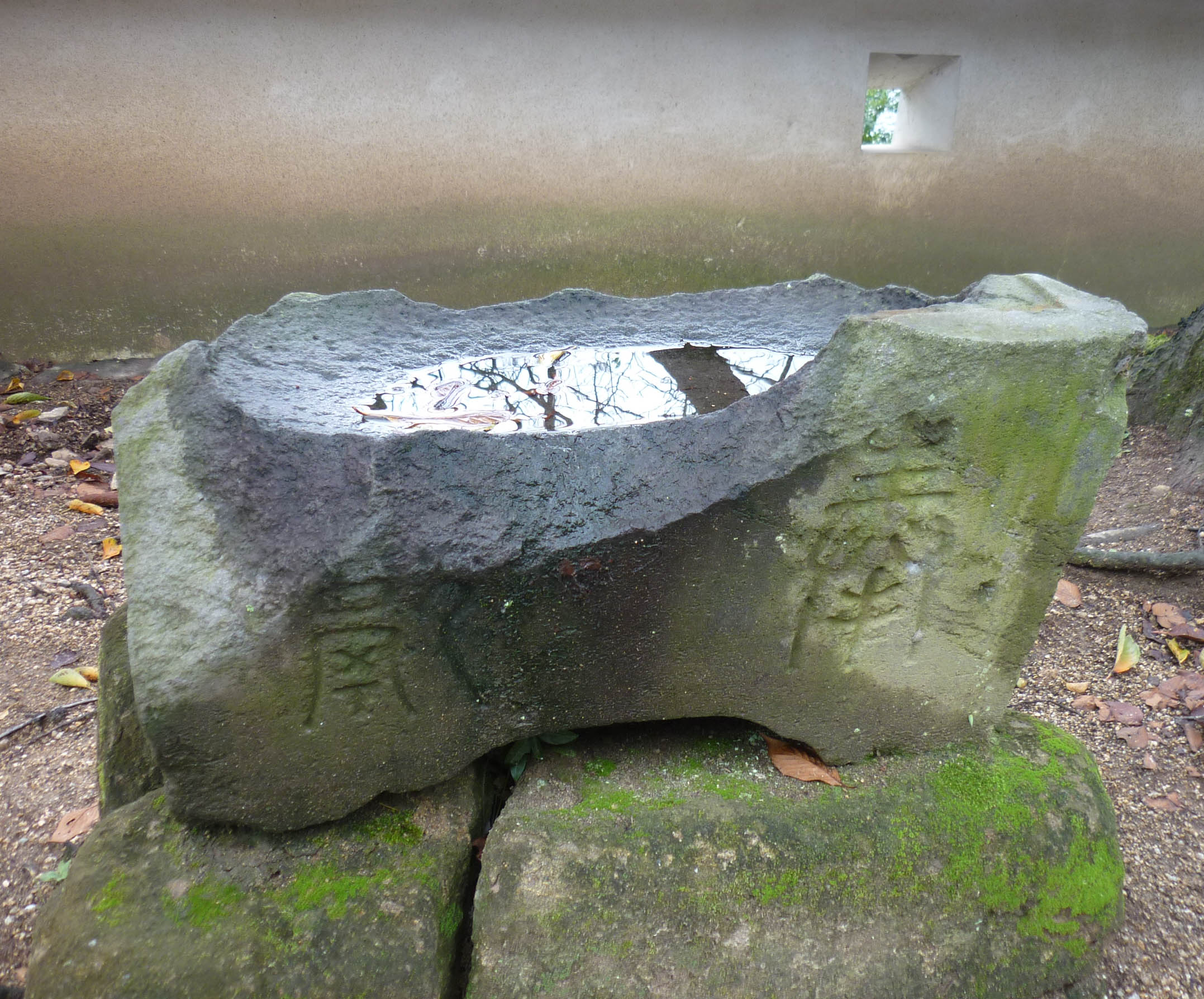
Tatsuno
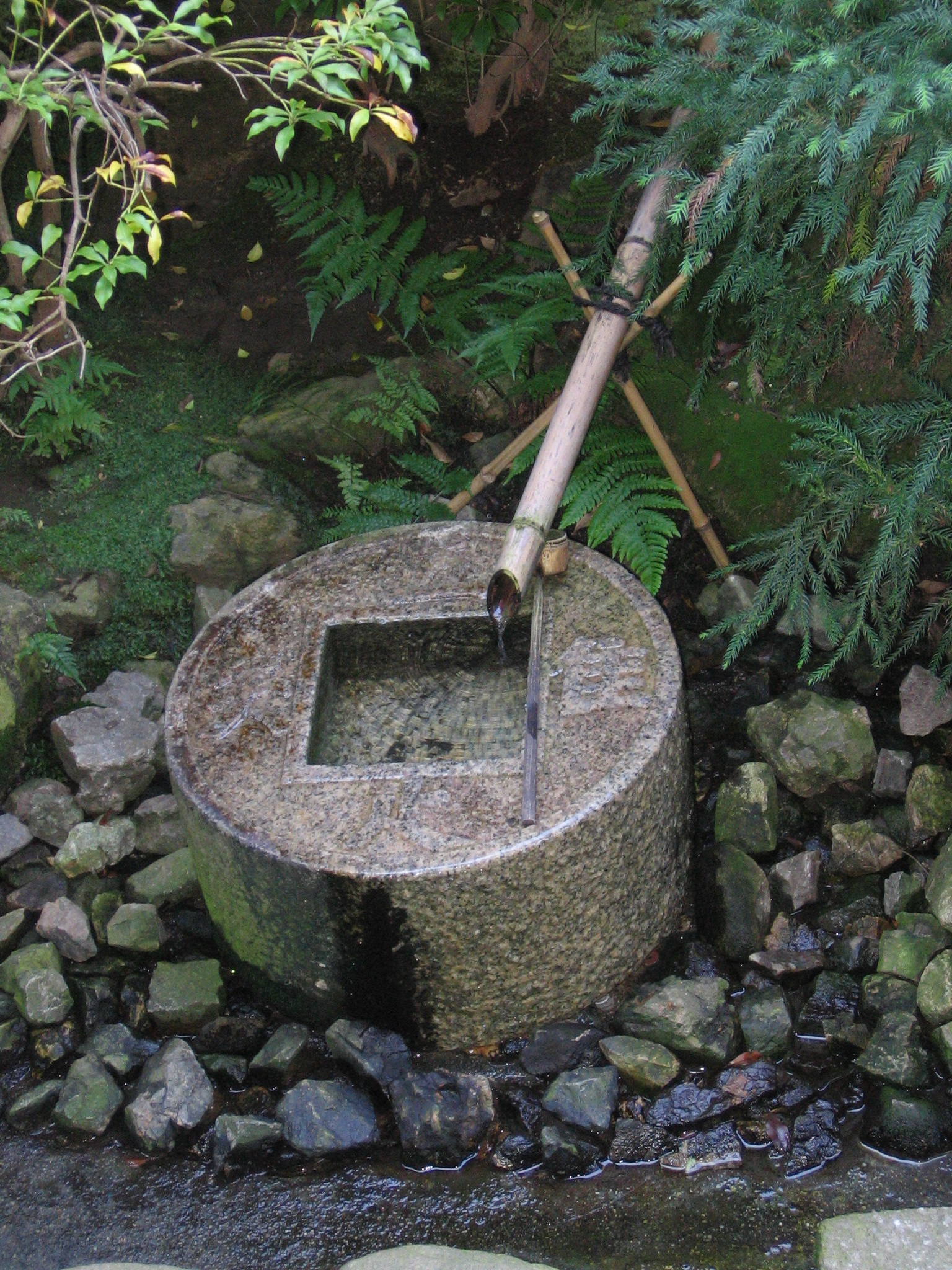
Tsukubai